# Aura kommunvapen

Aura kommuns vapen.

Aura kommunvapen är det heraldiska vapnet för Aura kommun i det finländska landskapet Egentliga Finland. Det är utformat av den finske designern Ahti Hammar och fastställdes 1957. Årdret i vapnet syftar på kommunens namn (aura betyder årder), och bjälken av vågskuror på Aura å.